# 異煙肼/利福噴丁
異煙肼/利福噴丁是一种治疗结核病的複方藥。潜伏性结核病，每周口服一次，连续服用 12 周。将潛伏感染发展为疾病的风险降低 60% 至 90%。
副作用包括可能肝脏问题、血小板減少症和过敏 。不建议在孕期使用。與多种药物可能產生相互作用。它是异烟肼和利福噴丁的组合。异烟肼可破坏细菌細胞壁的形成。利福喷丁属于立放黴素类药物，可阻断依赖 DNA 的RNA聚合酶作用。
此组合于 2021 年列入世界卫生组织基本药物标准清单。 而各别單方药物已于 2015 年和 1977 年名列其中。